# Alexa Thaden
Alexa Sophie Thaden (* 26. Februar 2000) ist eine deutsche Volleyballspielerin.

## Karriere
Thaden interessierte sich zunächst für Kunstturnen, entschied sich aber im Alter von zwölf Jahren wegen ihrer Körpergröße für Volleyball. Mit dem ETV Hamburg stieg sie von der Regionalliga bis in die Zweite Liga Nord auf, in der sie seit 2020 spielte. 2023 folgte der Aufstieg in die Zweite Liga Pro und in der Saison 2024/25 der Aufstieg in die erste Liga. Auch 2025/26 spielt Thaden für Hamburg.